# Equal Vision Records
Equal Vision Records — американский лейбл со штаб-квартирой в Албани, специализирующийся на хардкоре и панк-роке. Основан в 1990 году Рэйем Каппо (Youth of Today, Shelter, Better Than a Thousand).
Изначально лейбл издавал только записи Shelter и других групп кришнакора. В 1992 году тогдашний директор лейбла, Стив Редди, купил его у Рэя Каппо. С тех пор фокус компании заметно расширился. Согласно «Punk News», в середине-конце 1990-х годов Equal Vision Records удвоила свои усилия в области хардкора и подписала контракты с такими коллективами, как One King Down и Ten Yard Fight. К концу 1990-х годов лейбл издавал записи многих известных групп панка и хардкора, среди которых были Bane, Trial, Converge и Saves the Day.
В июле 2009 года Equal Vision Records создал подлейбл Mantralogy с целью издавать записи кришнаитской музыки.

## Исполнители
- Alexisonfire
- Armor for Sleep
- As Friends Rust
- Bane
- Bear vs. Shark
- Before Today
- Betrayed
- Boysetsfire
- Breaking Pangaea
- Burn
- Chiodos
- Cinematic Sunrise
- Circa Survive
- Closure in Moscow[2]
- Codeseven
- Coheed and Cambria
- The Color Fred
- Converge
- Copper
- Craig Owens
- Crown of Thornz
- Damiera
- Davenport Cabinet
- The Dear & Departed
- Dear and the Headlights
- Drowningman
- Earth Crisis
- Fairweather
- The Fall of Troy
- Fear Before
- Fivespeed
- Gaura Vani & As Kindred Spirits
- Give Up the Ghost
- Good Clean Fun
- Goodbye Tomorrow
- H2O
- Hands Tied
- The Hope Conspiracy
- Hot Cross
- Hopesfall
- Isles & Glaciers
- Jonah Matranga
- Liars Academy
- Modern Life is War
- One King Down
- Pierce the Veil
- Portugal. The Man
- The Prize Fighter Inferno
- Refused
- The Rocking Horse Winner
- Saves the Day
- Seemless
- Set it off
- Serpico
- Shelter
- Sick of It All
- Silent Drive
- Sky Eats Airplane
- The Snake the Cross the Crown
- Snapcase
- The Sound of Animals Fighting
- The Stryder
- Ten Yard Fight
- Therefore I Am
- This Day Forward
- This Time Next Year
- Time in Malta
- Trial
- Vaux
- We Came as Romans
- Weerd Science
- YouInSeries
- 108